# Aptana
Aptana, Inc. är ett amerikanskt företag som skapar texteditorer för olika programmeringsspråk som JavaScript, HTML och CSS, utgivna under öppen källkod. Några av produkterna inkluderar Aptana Studio, Aptana Cloud och Aptana Jaxer. Aptana Studio är flagskeppsprogrammet, framtaget för att skapa olika webbapplikationer.